# بخش چیرنگ
بخش چیرنگ (به انگلیسی: Chirang district) یک منطقهٔ مسکونی در هند است که در Lower Assam Division واقع شده‌است. بخش چیرنگ ۱٬۱۶۹٫۹ کیلومتر مربع مساحت و ۴۸۲٬۱۶۲ نفر جمعیت دارد.